# Underdog (Kasabian)
Underdog è una canzone del gruppo musicale britannico Kasabian, terzo singolo estratto dall'album West Ryder Pauper Lunatic Asylum, pubblicato il 26 ottobre 2009.

## Video musicale
Il video musicale consiste in una performance live della band in bianco e nero.

## Utilizzo nei media
La canzone è presente nelle colonne sonore di Takers, London Boulevard, Need for Speed: Shift, Asphalt 8: Airborne, Alan Wake's American Nightmare, Top Gear, Smetto quando voglio-Masteclass, Misfits e Soul Surfer.
Julie & the Mothman, B-side del singolo, è stata utilizzata nel film Blitz.

## Tracce
Download digitale
1. Underdog - 4:36
2. Julie & the Mothman - 5:38
3. Underdog (Sasha Remix) - 10:27

CD
1. Underdog (Original Mix) - 4:36
2. Underdog (Sasha Remix) - 10:27
3. Underdog (Sasha Radio Edit) - 4:06

## Formazione
Kasabian
- Tom Meighan – voce
- Sergio Pizzorno – voce secondaria, chitarra, tastiera, sintetizzatore, programmazione
- Chris Edwards – basso
- Ian Matthews – batteria, percussioni

Altri musicisti
- Dan the Automator – programmazione aggiuntiva
- Jay Mehler – chitarra aggiuntiva

## Classifiche
| Classifica (2009) | Posizione massima |
| ----------------- | ----------------- |
| Austria           | 45                |
| Giappone          | 46                |
| Irlanda           | 45                |
| Regno Unito       | 32                |